# Храм Свято-казанской иконы Божией Матери
Храм Свято-казанской иконы Божией Матери — культовое сооружение в селе Чернобаевка Херсонской области Украины.

## История
Из воспоминаний прихожан известно, что ещё в 1904 году на этом же месте началось строительство храма. Его возвели в купола, но в 1917 году здание было разрушено.
Первое упоминание о Казанско-молитвенном доме найдено в документах Белозерской волости Херсонского уезда — регистрация религиозной общины в 1922 году. Документов о деятельности общины в 1920-1940-е годы не сохранилось.
В 1950 году богослужения совершались в подаренном религиозной общине доме его владельцем, прихожанином.
В 1970 году с приходом в храм иерея Леонида здание было реконструировано, но помещение Свято-Казанского храма не позволяло вместить всех прихожан, жители села начали собирать средства на строительство Храма Казанской иконы Божией Матери.
В сентябре 2006 года в центре Чернобаевки состоялось заложение нового здания Свято-Казанского храма.
В 2008 году на храмовый праздник в день чествования Казанской иконы Божией Матери, в село прибыл архиепископ Херсонский и Таврический Иоанн с архипастырским визитом.
В июне 2009 года на рассмотрение эколого-экспертному подразделению Госуправления была предоставлена проектная документация «Храм Свято-Казанской иконы Божией Матери в с. Чернобаевка Белозерского района Херсонской области».
С 2011 года Храм Казанской иконы Божией Матери УПЦ МП имеет официальный сайт.
В 2013 году в день чествования Казанской иконы Божией Матери архиепископ Херсонский и Таврический Иоанн освятил храм.
С 1970 года по сей день Свято-Казанскую церковь возглавляет архимандрит Николай (Бузыка)..